# Галіцино
Галі́цино (каз. Галицино) — село у складі Айиртауського району Північноказахстанської області Казахстану. Входить до складу Володарського сільського округу, раніше входило до складу ліквідованого Жетикольського сільського округу.
Населення — 36 осіб (2021; 81 у 2009, 210 у 1999, 311 у 1989).
Національний склад станом на 1989 рік:
- росіяни — 31 %
- казахи — 30 %
- німці — 27 %.